# Nina Paley
Nina Paley és una animadora i dibuixant de còmics. És també una activista a favor de les llicències Creative Commons. que ha creat el terme "desobediència intel·lectual". La seua experimentació al camp de l'animació la porta a la creació de quiltimation i embroidermation. És ètnicament jueva.
El 1988 de la ciutat natal, Urbana, anà amb l'edat de vint anys a Santa Cruz, Califòrnia, on comença a exercir com a dibuixant de còmics. Després de treballar amb còmics com Nina's adventures i Fluff troba a l'animació el mitjà d'expressar les seues idees.
Les animacions creades el 1998 (Follow your bliss, Cancer i I heart my cat) participaren en festivals pel món arribant I heart my cat a guanyar un premi el 1999 concedit per l'audiència. El 2003 guanyà el primer premi al festival Earthvision Environmental per l'animació The stork i per la mateixa animació guanyà una invitació no sol·licitada per a atendre el festival Sundance. La bona rebuda de The stork no se l'esperava per tractar temes controvertits com la superpoblació.
El 2002 el seu marit l'abandonà a l'Índia i llegí el Ramayana. Creà un curtmetratge animat basat en una escena del Ramayana anomenat Tiral by Fire, que fou ben rebut pels crítics i el públic. El mes de desembre de 2004 començà a crear una obra basada en el Ramayana des del punt de vista de Sita. El 2008 fou publicada i rebé petició de ser prohibida per hinduistes conservadors.
El 2011 començà a treballar amb la tècnica de fer cobrellits. Crea junt a Theodore Gray el projecte de PaleGray Labs.

## Obres
- Còmics:
  - Nina's adventures: publicat a Sta Cruz comic news, i després als periòdics L.A Reader, Comic Relief Magazine, The funny times i the San Francisco Examiner.[5]
  - Fluff: publicada per Universal Press Syndicate.[12]
  - Mimi & Eunice[13]
- Animació:
  - Fetch! (2001)[5]
  - Minute Memes
  - The copying is no theft
  - Luv Is…[6]
  - Pandorama (1991)[7]
  - Cancer (1998)
  - I heart my cat (1998)
  - Follow your bliss (1998)[6]
  - The stork[7]
  - Tiral by Fire[9]
  - Sita sing the blues (2008)[14]
  - Kahlil Gibran's The Prophet, com a directora d'un dels segments[15]
  - This Land is Mine (2012)[16]